# Their Greatest Hits (1971–1975)
Their Greatest Hits (1971–1975) je první kompilační album americké skupiny Eagles. Vydáno bylo v únoru roku 1976 společností Asylum Records a obsahuje nahrávky z prvních čtyř alb kapely. Patří k nejprodávanějším albům na světě. Autorem obalu alba byl Boyd Elder, který se skupinou spolupracoval již na desce One of These Nights.

## Seznam skladeb
1. „Take It Easy“ – 3:29
2. „Witchy Woman“ – 4:10
3. „Lyin' Eyes“ – 6:21
4. „Already Gone“ – 4:13
5. „Desperado“ – 3:33
6. „One of These Nights“ – 4:51
7. „Tequila Sunrise“ – 2:52
8. „Take It to the Limit“ – 4:48
9. „Peaceful Easy Feeling“ – 4:16
10. „Best of My Love“ – 4:35

## Obsazení
- Glenn Frey – zpěv, kytara, klavír
- Bernie Leadon – kytara, banjo, pedálová steel kytara, mandolína, doprovodné vokály
- Randy Meisner – zpěv, baskytara
- Don Henley – zpěv, bicí
- Don Felder – kytara, doprovodné vokály